# Championnat de Macédoine de football 2015-2016
Navigation
Saison 2014-2015 Saison 2016-2017
La saison 2015-2016 du championnat de Macédoine de football est la vingt-quatrième édition de la première division macédonienne. Lors de celle-ci, le FK Rabotnički Skopje tente de conserver son titre de champion face aux neuf meilleurs clubs macédoniens lors d'une série de matchs se déroulant sur toute l'année. Les dix clubs participants à la première phase de championnat affrontent à deux reprises les neuf autres. À l'issue de la phase régulière, les six premiers jouent la poule pour le titre tandis que les quatre derniers s'affrontent pour éviter la relégation.
C'est le FK Vardar Skopje, tenant du titre, qui remporte à nouveau le championnat cette saison après avoir terminé en tête du classement final, avec cinq points d'avance sur le KF Shkëndija. C'est le neuvième titre de champion de Macédoine de l'histoire du club.

## Les clubs participants
- FK Rabotnički Skopje
- FK Horizont Turnovo
- FK Metalurg Skopje
- KF Shkëndija
- FK Vardar Skopje
- KF Shkupi - Promu de Vtora Liga
- FK Bregalnica Chtip
- FK Renova Džepčište
- FK Mladost Tsarev Dvor - Promu de Vtora Liga
- FK Sileks Kratovo

## Compétition

### Format
Chacune des dix équipes participant au championnat s'affronte à trois reprises pour un total de vingt-sept matchs chacune. À l'issue de la phase régulière, les six premiers jouent la poule pour le titre tandis que les quatre derniers s'affrontent pour éviter la relégation.

### Première phase

#### Classement
Les équipes sont classées selon leur nombre de points, lesquels sont répartis comme suit : trois points pour une victoire, un point pour un match nul et zéro point pour une défaite. Pour départager les égalités, les critères suivants sont utilisés :
1. Différence de buts générale
2. Nombre de buts marqués

Si ces critères ne permettent pas de départager les équipes à égalité, celles-ci occupent donc la même place au classement officiel. Si deux équipes sont à égalité parfaite au terme du championnat et que le titre de champion, la qualification à une compétition européenne ou la relégation sont en jeu, les deux équipes doivent se départager au cours d'un match d'appui disputé sur terrain neutre.
| Rang | Équipe                  | Pts | J  | G  | N  | P  | Bp | Bc | Diff |
| ---- | ----------------------- | --- | -- | -- | -- | -- | -- | -- | ---- |
| 1    | FK Vardar SkopjeT       | 65  | 27 | 20 | 5  | 2  | 59 | 15 | +44  |
| 2    | KF Shkëndija            | 63  | 27 | 19 | 6  | 2  | 62 | 21 | +41  |
| 3    | FK Sileks Kratovo       | 40  | 27 | 11 | 7  | 9  | 32 | 32 | 0    |
| 4    | KF ShkupiP              | 38  | 27 | 9  | 11 | 7  | 28 | 25 | +3   |
| 5    | FK Rabotnički Skopje    | 36  | 27 | 8  | 12 | 7  | 32 | 26 | +6   |
| 6    | FK Bregalnica Chtip     | 33  | 27 | 9  | 6  | 12 | 38 | 43 | -5   |
| 7    | FK Horizont Turnovo     | 33  | 27 | 8  | 9  | 10 | 32 | 42 | -10  |
| 8    | FK Renova Džepčište     | 31  | 27 | 8  | 7  | 12 | 33 | 37 | -4   |
| 9    | FK Metalurg Skopje      | 16  | 27 | 4  | 4  | 19 | 20 | 48 | -28  |
| 10   | FK Mladost Tsarev DvorP | 16  | 27 | 5  | 1  | 21 | 18 | 65 | -47  |

| Légende : Promotion et relégation | Légende : Promotion et relégation                |
| --------------------------------- | ------------------------------------------------ |
|                                   | Participation à la poule pour le titre           |
|                                   | Participation à la poule de relégation           |
|                                   | T : Tenant du titre P : Promu de Vtora Liga (D2) |

#### Résultats
| Résultats (▼dom., ►ext.) | BRE | MET | MLA | RAB | REN | ŠKE | SHK | SIL | TUR | VAR | BRE | MET | MLA | RAB | REN | ŠKE | SHK | SIL | TUR | VAR |
| FK Bregalnica Chtip      |     | 0-2 | 2-3 | 1-0 | 3-2 | 0-2 | 1-2 | 1-1 | 3-0 | 0-2 |     | 4-1 |     | 2-1 |     | 0-3 |     |     | 2-0 |     |
| FK Metalurg Skopje       | 0-3 |     | 1-2 | 0-0 | 1-0 | 0-3 | 0-1 | 1-3 | 2-2 | 0-1 |     |     | 2-0 | 1-2 |     | 0-4 |     |     | 0-1 |     |
| FK Mladost Tsarev Dvor   | 1-4 | 1-5 |     | 0-3 | 2-1 | 1-1 | 0-2 | 3-1 | 2-1 | 0-1 | 0-5 |     |     |     |     |     | 0-1 | 0-1 |     | 0-3 |
| FK Rabotnički Skopje     | 0-0 | 2-0 | 2-0 |     | 1-1 | 2-4 | 1-1 | 2-0 | 4-2 | 1-1 |     |     | 2-1 |     | 0-0 | 0-1 | 1-1 |     | 2-0 |     |
| FK Renova Džepčište      | 1-1 | 2-0 | 1-0 | 3-1 |     | 0-0 | 1-1 | 2-1 | 5-2 | 0-0 | 3-0 | 4-1 | 3-0 |     |     |     |     |     | 1-1 |     |
| KF Shkëndija             | 5-1 | 2-0 | 3-1 | 1-1 | 3-1 |     | 4-1 | 3-1 | 2-2 | 1-3 |     |     | 2-0 |     | 3-1 |     | 3-1 | 3-1 | 2-0 |     |
| KF Shkupi                | 0-0 | 0-0 | 5-0 | 1-1 | 3-0 | 0-2 |     | 0-0 | 1-1 | 0-3 | 2-2 | 1-0 |     |     | 1-0 |     |     | 1-0 |     | 0-1 |
| FK Sileks Kratovo        | 1-0 | 3-1 | 3-0 | 0-0 | 1-0 | 3-1 | 1-0 |     | 1-1 | 0-3 | 2-2 | 3-0 |     | 0-0 | 1-0 |     |     |     |     | 3-2 |
| FK Horizont Turnovo      | 2-0 | 1-1 | 1-0 | 2-2 | 4-0 | 0-3 | 0-0 | 0-0 |     | 2-1 |     |     | 3-1 |     |     |     | 1-0 | 2-1 |     | 0-1 |
| FK Vardar Skopje         | 3-1 | 1-0 | 6-0 | 2-1 | 2-0 | 0-0 | 2-2 | 4-0 | 5-1 |     | 4-0 | 2-1 |     | 1-0 | 4-1 | 1-1 |     |     |     |     |

### Deuxième phase

#### Poule pour le titre
| Rang | Équipe               | Pts | J  | G  | N  | P  | Bp | Bc | Diff |  | Résultats (▼ dom., ► ext.) | VAR | SHK | SIL | RAB | SHK | BRE |
| ---- | -------------------- | --- | -- | -- | -- | -- | -- | -- | ---- |  | -------------------------- | --- | --- | --- | --- | --- | --- |
| 1    | FK Vardar SkopjeT    | 80  | 32 | 25 | 5  | 2  | 67 | 17 | +50  |  | FK Vardar SkopjeT          |     | 1-0 |     |     | 2-0 | 2-1 |
| 2    | KF ShkëndijaC        | 75  | 32 | 23 | 6  | 3  | 74 | 24 | +50  |  | KF ShkëndijaC              |     |     | 3-0 | 3-1 |     | 3-0 |
| 3    | FK Sileks Kratovo    | 44  | 32 | 12 | 8  | 12 | 35 | 40 | -5   |  | FK Sileks Kratovo          | 1-2 |     |     |     | 1-0 | 1-1 |
| 4    | FK Rabotnički Skopje | 43  | 32 | 10 | 13 | 9  | 36 | 30 | +6   |  | FK Rabotnički Skopje       | 0-1 |     | 2-0 |     |     |     |
| 5    | KF ShkupiP           | 38  | 32 | 9  | 11 | 12 | 29 | 34 | -5   |  | KF ShkupiP                 |     | 1-3 |     | 0-1 |     |     |
| 6    | FK Bregalnica Chtip  | 38  | 32 | 10 | 8  | 14 | 42 | 49 | -7   |  | FK Bregalnica Chtip        |     |     |     | 0-0 | 2-0 |     |

| Rang | Équipe                  | Pts | J  | G  | N  | P  | Bp | Bc | Diff |  | Résultats (▼ dom., ► ext.) | REN | HOR | MET | MLA |
| ---- | ----------------------- | --- | -- | -- | -- | -- | -- | -- | ---- |  | -------------------------- | --- | --- | --- | --- |
| 1    | FK Renova Džepčište     | 47  | 33 | 13 | 8  | 12 | 49 | 42 | +7   |  | FK Renova Džepčište        |     | 1-0 | 3-1 | 4-2 |
| 2    | FK Horizont Turnovo     | 46  | 33 | 12 | 10 | 11 | 45 | 43 | +2   |  | FK Horizont Turnovo        | 0-0 |     | 5-0 | 2-0 |
| 3    | FK Metalurg Skopje      | 19  | 33 | 5  | 4  | 24 | 27 | 66 | -39  |  | FK Metalurg Skopje         | 2-4 | 0-4 |     | 4-0 |
| 4    | FK Mladost Tsarev DvorP | 19  | 33 | 6  | 1  | 26 | 22 | 81 | -59  |  | FK Mladost Tsarev DvorP    | 0-4 | 0-2 | 2-0 |     |

| Légende : Qualifications et relégations | Légende : Qualifications et relégations                                                                |
| --------------------------------------- | --- |
|                                         | Qualification pour la Ligue des champions de l'UEFA 2016-2017                                          |
|                                         | Qualification pour la Ligue Europa 2016-2017                                                           |
|                                         | Participation au barrage de promotion-relégation                                                       |
|                                         | Relégation en Vtora Liga 2016-2017                                                                     |
|                                         | T : Tenant du titre P : Promu de Vtora Liga 2016-2017 C : Vainqueur de la Coupe de Macédoine 2015-2016 |

#### Barrage de promotion-relégation
| Équipe 1            | Résultat | Équipe 2                | Aller | Retour |
| ------------------- | -------- | ----------------------- | ----- | ------ |
| FK Horizont Turnovo | 1 - 3    | (D2) FK Pelister Bitola | 1 - 2 | 0 - 1  |

- Le FK Pelister Bitola prend la place du FK Horizont Turnovo en première division.

## Bilan de la saison
| Championnat de Macédoine de football 2015-2016 |                             |
| Champion                                       | FK Vardar Skopje (9e titre) |
| Coupes et trophées                             |                             |
| Vainqueur de la Coupe de Macédoine 2015-2016   | KF Shkëndija                |
| Qualifications continentales                   |                             |
| Ligue des champions de l'UEFA 2016-2017        | FK Vardar Skopje            |
| Ligue Europa 2016-2017                         | KF Shkëndija                |
| Ligue Europa 2016-2017                         | FK Sileks Kratovo           |
| Ligue Europa 2016-2017                         | FK Rabotnički Skopje        |
| Promotions et relégations                      |                             |
| Promus en Prva Liga                            | FK Pobeda Prilep            |
| Promus en Prva Liga                            | FK Makedonija GP Skopje     |
| Promus en Prva Liga                            | FK Pelister Bitola          |
| Relégués en Vtora Liga                         | FK Metalurg Skopje          |
| Relégués en Vtora Liga                         | FK Mladost Tsarev Dvor      |
| Relégués en Vtora Liga                         | FK Horizont Turnovo         |